# راي غريفز
راي غريفز (بالإنجليزية: Ray Graves)‏ هو مدرب رياضي أمريكي، ولد في 31 ديسمبر 1918 في نوكسفيل في الولايات المتحدة، وتوفي في 10 أبريل 2015 في كليرواتر في الولايات المتحدة.

## وصلات خارجية
- راي غريفز على موقع قاعة فلوريدا للمشاهير الرياضية (الإنجليزية)
- راي غريفز على موقع قاعة تينيسي للمشاهير الرياضية (الإنجليزية)